# Peter Christian von Wobeser
Peter Christian von Wobeser (* 1687; † 27. Februar 1759 in Luckenwalde) war ein preußischer Landrat des Luckenwaldeschen Kreises.

## Leben

### Herkunft und Familie
Peter Christian stammte aus der pommerschen uradligen Familie Wobeser. Seine Eltern waren der Kurbrandenburgische Fähnrich und Erbherr auf Zirchow, Jacob Wotislaw von Wobeser (1655–1713) und Anna von Berghaus († 1733). Der preußische Generalmajor Joachim Wocislaus von Wobeser (1685–1746) war sein Bruder.
Wobeser vermählte sich mit Dorothea Luise von Plessen und hatte mit ihr zwei Kinder:
- Anna Jacobine von Wobeser (1726–1739)
- Ernst Wratislaw Wilhelm von Wobeser (* 29. November 1727; † 16. Dezember 1795), Offizier im Regiment des Reichsgrafen zu Neuwied, Diakon[1] der Herrnhuter Brüdergemeine, Dichter[2] und Übersetzer.

### Werdegang
Wobeser wurde im Hause des Feldmarschall Graf Dohna erzogen. Er bestritt seit 1713 eine Offizierslaufbahn in der preußischen Armee und avancierte im Regiment Gens d'armes bis zum Rittmeister. Nach seinem krankheitsbedingten Abschied wurde er am 18. Juni 1732 als Nachrücker für den „kassierten“ Gustav Wilhelm von Hacke, Landrat des Luckenwaldeschen Kreises. Dieses Amt, seit 1757 durch seinen Nachfolger, den Großgrundbesitzer der Herrschaft Gut Stülpe, Adam Ernst II. von Rochow († 1759) unterstützt, füllte er bis zu seinem Tod aus.